# Le Jour des rois
 (mars 2022).
Si vous disposez d'ouvrages ou d'articles de référence ou si vous connaissez des sites web de qualité traitant du thème abordé ici, merci de compléter l'article en donnant les références utiles à sa vérifiabilité et en les liant à la section « Notes et références ».
Pour plus de détails, voir Fiche technique et Distribution.
Le Jour des rois est un film français réalisé par Marie-Claude Treilhou, sorti en 1991.

## Synopsis
Trois sœurs se réunissent tous les dimanches. Suzanne, l'aînée, supporte difficilement son mari Georges. Germaine, célibataire, habite dans une maison de retraite. Armande mène une vie tranquille avec son époux Albert. Le dimanche de l'Épiphanie, le programme est chargé : passer au cimetière, déjeuner au restaurant chinois, manger la galette et tirer les rois, et aller voir une troupe comique du troisième âge dans laquelle joue la quatrième sœur marginale, Marie-Louise.

## Fiche technique
- Production : Margaret Ménégoz Les Films du Losange
- Réalisation : Marie-Claude Treilhou
- Scénario : Marie-Claude Treilhou avec la collaboration de Noël Simsolo
- Musique : Bruno Coulais
- 1er Asst Réalisateur : Gilbert Guichardière
- 2e Asst Réalisateur : Dominique Furgé
- Régisseur général : Gilbert Guichardière
- Régisseur adjoint : Philippe Tuin
- Régisseur adjoint : Bernadette Cellier
- Location manager : Sylvie Richez
- Décors : Anne Marie Moulin
- Photographie : Jean-Bernard Menoud
- Chef électricien : Christian Magis
- Montage : Khadicha Bariha, Bernadette Cellier, Hamida Mekki.
- Pays d'origine :  France
- Format : couleur - Son : Stéréo
- Genre : comédie dramatique
- Durée : 93 minutes
- Distributeur : Les films du Losange
- Date de sortie : 
  - Canada : 12 septembre 1991

## Distribution
- Danielle Darrieux : Armande
- Micheline Presle : Germaine/Marie-Louise
- Paulette Dubost : Suzanne
- Robert Lamoureux : Albert
- Michel Galabru : Georges
- Jean Roquel : Hervé
- Manuela Gourary : Madame Azaro
- Paulette Bouvet : La présentatrice du spectacle
- Amira Chemakhi : L'infirmière
- Hervé Favre : L'homme du cimetière
- Matho : Le pianiste du spectacle
- Sheriff Scouri : Le chauffeur du taxi
- Silvath Vong : Le chanteur chinois

## Autour du film
Le film rassembla 83.329 spectateurs en salle.